# Oncideres guttulata
Oncideres guttulata là một loài bọ cánh cứng trong họ Cerambycidae.